# Rehat Maryada
Le Rehat Maryada (appelé aussi Rahit Maryada) est le code de conduite sikh. Il définit la différence entre un sikh et un non-sikh. C'est en 1950 que le Sikh Rehat Maryada a été approuvé dans sa version officielle par les communautés sikhes du monde entier. Ce code a uniformisé les pratiques religieuses, et même s'il est encore débattu sur certains points, il sert de base pour la plupart des communautés. Étymologiquement Rahit vient du verbe en punjabi rahina qui se traduit par « vivre, rester »; maryada vient du sanskrit marya (limite) et de ada (accepter, comprendre).

## Définition d'un sikh
Un sikh est le croyant qui fidèlement: 
- Croit en l'existence d'un Dieu éternel,
- Accepte comme guide spirituel le Guru Granth Sahib et les dix Gourous humains, et qui suit leurs enseignements et leurs hymnes sacrés (les banis),
- Se prépare à prendre l'ordination, l'Amrit Sanskar, telle que promue par le dixième gourou,
- Ne donne aucune allégeance à une autre religion[2].

Cette définition a été établie par le Shiromani Gurdwara Parbandhak Committee (organisme responsable des gurdwaras en Inde), le 3 février 1945, après des années de travail et de réflexion. Ce comité est une des plus hautes instances religieuses du sikhisme.
À cette définition, il faut ajouter le respect de la règle des cinq K, ainsi que la vie de personnes au foyer, de croyant marié et qui travaille, selon les recommandations des Gurus du sikhisme précisant le mode de vie à adopter par tout un chacun.

## Vie quotidienne sikhe

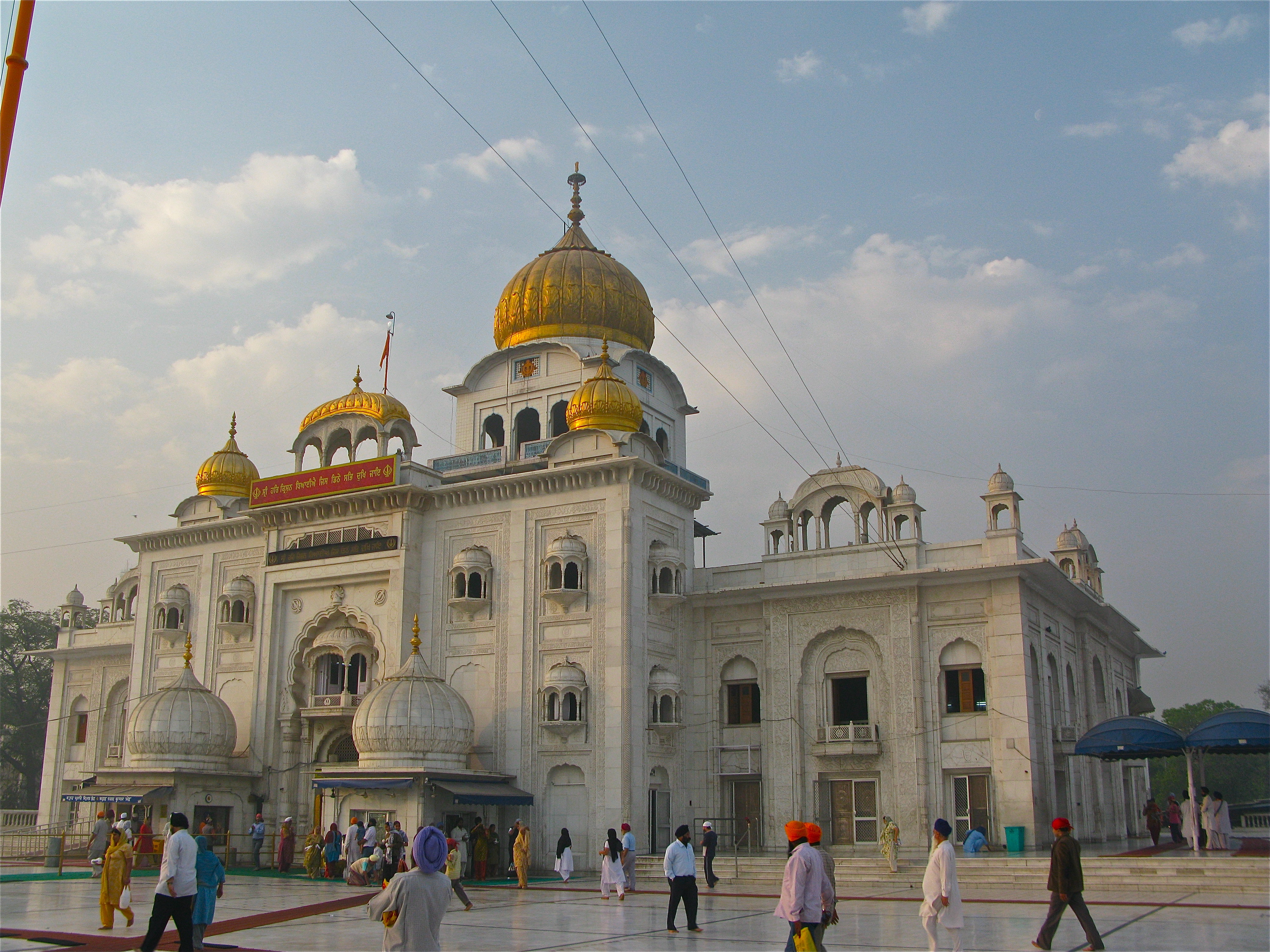
Gurudwara Bangla Sahib, à Delhi, Inde.

La vie d'un sikh présente deux aspects importants : d'une part, L'adhésion à une discipline personnelle et le développement d'une vie familiale solide; d'autre part, l'implication dans la vie de la communauté locale, la prise en compte du bien-être de tous ses membres, y compris les plus faibles et les infirmes — à la fois localement et globalement. C'est l'aspect pratique des trois piliers du sikhisme promus par Guru Nanak, les Wand kay Shako, qui reflètent la vertu de partage des biens.

### Obligations de la vie personnelle
Dans sa vie personnelle, tout sikh doit adopter plusieurs attitudes, présentées ci-après.

### Naam Japna
La méditation sur le Nom de Dieu et la récitation de l’Écriture Sainte afin de :
- Se recueillir dans les premières heures de la journée et réciter des prières. Le matin, les Cinq Banis, le soir, Rehras, et la nuit, Kirtan Sohila, suivie à chaque fois avec l'Ardas. Ces récitations sont faites dans le but de se souvenir de Dieu en tout temps et de réciter son nom chaque fois que possible (Naam Simran).
- Solliciter l'appui du seul Seigneur Tout-Puissant avant de commencer une nouvelle tâche ou d'une entreprise (Ardas).

### Kirat Karo
Il faut vivre en conformité avec les enseignements du Gourou :
- À son travail ou dans ses études,  le croyant doit être honnête et intègre.
- Promouvoir  la vie de famille, donner du temps aux enfants, et ce d'une manière active afin d'éduquer leur conscience et de les amener à suivre le sikhisme.
- Vivre humblement et avec amour dans une famille élargie en encourageant les principes altruistes et en offrant un soutien moral au sein de la communauté.

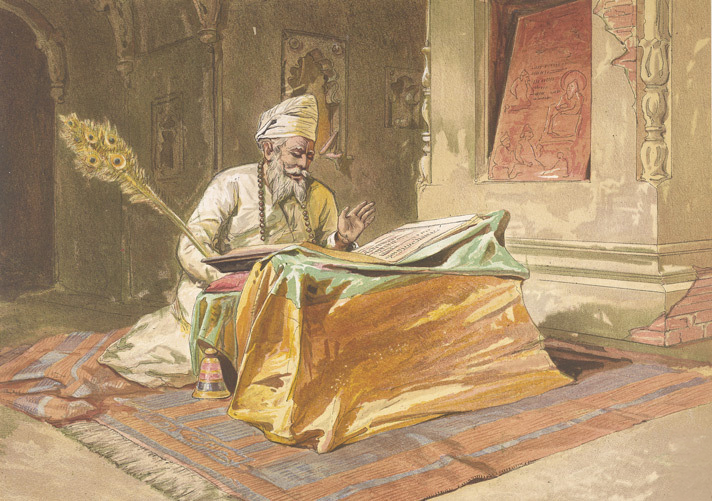
Un sikh lisant le Guru Granth Sahib.

### Sewa
Tout sikh doit accomplir un libre service volontaire au sein de la communauté et du Temple, le Gurdwara;. Il doit participer aux projets communautaires, et apporter son aide aux hôpitaux, maisons de retraite, crèches, etc.
- Il doit profiter de chaque occasion de consacrer du temps libre à travailler dans la communauté, sans se soucier d'une quelconque rétribution, et consacrer au moins 10 % de sa richesse financière pour soutenir des projets communautaires.
- Soutenir positivement les membres les plus faibles au sein de la communauté.

### Suivre une discipline de vie
Les Gourous demandent au sikh de mener une vie disciplinée, de ne pas suivre aveuglément les rites et superstitions qui n'apportent aucun bénéfice spirituel ou matériel à la personne elle-même ou à la communauté. Il faut donc:
- Suivre les enseignements du Sri Guru Granth Sahib et prendre part aux cérémonies religieuses sikhes;
- Manger des aliments simples (végétariens) avec modération et s'abstenir de toute nourriture ou boisson qui provoque des problèmes au corps ou à l'esprit, comme l'alcool, les drogues, le tabac, etc.
- S'abstenir de rites, superstitions et autres, qui vont contre le sikhisme (par exemple le jeu);
- Traiter tous les autres humains comme des égaux et de travailler avec grâce et respect;

### Vie communautaire
Le sikh a le devoir de contribuer activement aux besoins de la communauté sikhe en dehors de sa propre famille. Il doit lui donner du temps, mais aussi aux autres communautés. Il est du devoir de tout sikh de mener un dialogue permanent avec tous les membres de la communauté, de les traiter comme des égaux et de les respecter.

## Méditer et lire les Saintes Écritures
Il est du devoir de tous les sikhs de s'adonner à la méditation, chez soi et dans les Gurudwaras, de chanter des chants de dévotion (Kirtan), et d'étudier les Saintes Écritures. Méditer et comprendre le Guru Granth Sahib est important pour le bon développement d'un sikh. Il faut étudier l'alphabet gurmukhi afin d'être capable de lire les Textes saints pour mieux comprendre leurs sens. Les sikhs doivent utiliser le Guru Granth Sahib comme le guide spirituel dans leur vie — de la naissance à la mort.

## Faire partie d'une congrégation
Un sikh est plus facilement et plus profondément touchés par sa religion lorsqu'il est engagé dans une congrégation (Sangat). Pour cette raison, il est nécessaire qu'un sikh visite régulièrement un Gurdwara, lieu de culte et de prière.
Nul ne doit être empêché d'entrer dans un Gurdwara, d'où qu'il vienne, quelle que soit sa religion, sa caste, sa classe, son sexe, sa race ou sa nationalité. Le Gurdwara est ouvert à tous.

## Service au Gurdwara
Pendant un office de la congrégation, une seule activité doit être réalisée dans la salle où le Guru Granth Sahib est installé. L'Ardas et le Kirtan font partie de ces activités.
Il ne convient pas de chanter sur des musiques folkloriques ou de mélodies rythmiques de films populaires.
Festivals:
les fêtes sikhes importantes célébrées sont: 
- Gurpurbs: anniversaires et autres anniversaires importants (le martyre, etc) de la vie des Gourous
- Vaisakhi: première Amrit Sanskar et Harvest festival
- Hola Mohalla: un festival sikh mis en place par Guru Gobind Singh; il suit la fête hindoue de Holi d'un jour

## Vivre selon la Voie du Gourou
Le croyant doit vivre afin de promouvoir les principes stipulés par les gourous: 
- la croyance en un seul Dieu;
- l'égalité de toute l'espèce humaine;
- le respect pour tous, sans distinction de sexe, d'âge, d'état, de couleur, de caste, etc
- le self-control: dissoudre les Cinq Démons, pas superstition, pas de jeu, le tabac, l'alcool, les drogues intoxicantes, etc
- L'attitude positive: promouvoir les Cinq Vertus
- Avoir une image externe correcte: suivre les Cinq K.

## Les cérémonies sikhes
- Cérémonie de dénomination du bébé (Naam Karan);
- Cérémonie de baptême (Amrit Sanskar);
- Cérémonie de mariage (Anand Sanskar);
- Cérémonie funéraire (Antim Sanskar).